# Paradoxal
Paradoxal este o operă literară de proză scurtă legate de paradoxuri ale conștiinței etice scrisă de Ion Luca Caragiale. 